# 俞允强
俞允强（1937年4月26日—2022年12月21日），男，浙江镇海人，中国天体物理学家，从事广义相对论、引力、黑洞和宇宙学方面的研究。1959年毕业于北京大学物理系，同年9月留校在物理系工作。1982年在意大利的SISSA获天体物理博士学位。1988年8月成為北京大学物理学院理论物理研究所教授。2003年8月退休。